# Le Signe des quatre (téléfilm, 2001)
Pour les articles homonymes, voir The Sign of Four.
Pour plus de détails, voir Fiche technique et Distribution.
Le Signe des quatre ou Sherlock Holmes : Le Signe des quatre (The Sign of Four) est un téléfilm canadien de Rodney Gibbons, diffusé aux États-Unis le 23 mars 2001 sur Odyssey Network.

## Synopsis
Mary Morstan reçoit une perle de toute beauté chaque année de la part d'un inconnu. Lors du dernier envoi, cette personne demande à la rencontrer. Elle demande l'aide de Sherlock Holmes et du Docteur Watson. Ils vont se trouver mêlés à une histoire de terrible vengeance…

## Fiche technique
- Titre original : The Sign of Four
- Titre français : Le Signe des quatre
- Réalisation : Rodney Gibbons
- Scénario : Joe Wiesenfeld, d'après le roman Le Signe des quatre d'Arthur Conan Doyle
- Direction artistique : Jean-Baptiste Tard
- Décors : Diane Gauthier, Marie-Claude Gosselin, Claude Leclair
- Costumes : Luc J. Béland
- Photographie : Éric Cayla
- Son : Glenn Tussman
- Montage : Vidal Béïque
- Musique : Marc Ouellette
- Production : Irene Litinsky
- Production associée : Pedro Gandol
- Production exécutive : Steve Hewitt, Michael Prupas
- Société de production : Muse Entertainment
- Société de distribution :  France Elephant Films
- Pays d’origine :  Canada
- Langue originale : anglais
- Format : couleur — 35 mm — 1,33:1 — son Dolby
- Genre : Film policier
- Durée[1] : 85 minutes
- Date de diffusion[2] : 
  -  Canada : 1er mars 2001
  -  États-Unis : 23 mars 2001
  -  France : octobre 2003

## Distribution
- Matt Frewer : Sherlock Holmes
- Kenneth Welsh : Docteur Watson
- Sophie Lorain : Miss Morstan
- Marcel Jeannin : Thaddeus Sholto / Bartholomew Sholto
- Michel Perron : Inspecteur Jones
- Edward Yankie : John Small
- Kevin Woodhouse : Williams
- Cas Anvar : un Sikh
- Samir Mallal (en) : un Sikh
- Ganesha Rasiah : un Sikh
- Johni Keyworth : Major Sholto
- Kathleen McAuliffe : Mrs Hudson
- Fernando Chien (en) : le tongien